# Leigh-Anne Pinnock
Leigh-Anne Pinnock (Reino Unido, High Wycombe, 4 de outubro de 1991) é uma cantora, compositora, empresária, ativista e atriz britânica. Ela é mais conhecida por ser integrante do grupo feminino Little Mix. Pinnock ascendeu à fama ao participar da oitava temporada do talent show The X Factor no canal de televisão ITV. Ao lado do grupo Pinnock conseguiu seis números um na UK Singles Charts sendo estes: Cannonball (2011), Wishing on a Star (2011), Wings (2012), Black Magic (2015), Shout Out to My Ex (2016) e Sweet Melody (2020) lançando uma série de 6 álbuns de estúdio dentre eles estão: DNA (2012), Salute (2013), Get Weird (2015), Glory Days (2016), LM5 (2018) e Confetti (2020).
Com o grupo a cantora venceu três Brit Awards incluindo o prêmio de Melhor Grupo Britânico - fazendo história na premiação tornando-se o primeiro grupo feminino a conseguir tal feito em 43 anos de premiação. A cantora em junto do grupo conseguiu uma fortuna de aproximadamente £66.7 milhões de libras esterlinas e ficaram na lista entre as maiores celebridades mais bem pagas de seu país (por quatro anos consecutivos desde 2016) segundo a revista Debrette elas se tornaram uma das personalidades de maior influência no Reino Unido. Além disso, vendeu mais de 75 milhões de discos em todo o mundo, fazendo delas um dos grupos femininos que mais venderam na história tornando-se também o grupo feminino britânico de maior sucesso do Reino Unido atrás apenas das Spice Girls e a girl group de mais sucesso da década de 2010.
Além da música, Pinnock é conhecida por seu ativismo na luta contra o racismo e, em 2020, recebeu o Equality Award por seu trabalho em prol da igualdade racial no Reino Unido. Em 2021, seu documentário Leigh-Anne: Race, Pop & Power foi indicado para "Melhor Documentário de Autor" no 26º National Television Awards. Em dezembro de 2021, ela estreou como atriz no filme Boxing Day, que marcou a primeira rom-com festiva britânica a ser liderada por um elenco totalmente negro. Em 2019 ela lança sua própria marca de biquínis intitulado In A Sea'shell. Em 2021 ela lançou sua própria linha de cosméticos com a Maybelline.

## Biografia
Leigh-Anne nasceu em High Wycombe, Buckinghamshire. Filha de John L. Pinnock e Deborah Thornhill, que separaram-se em 2008 e se divorciaram em 2009. Seu pai é mecânico e ex boxeador, e sua mãe professora em Hayes, Hillingdon. Leigh tem duas irmãs mais velhas, Sairah e Sian-Louise. Sairah é casada e tem um filho, Kallum. Quando criança, Leigh tinha um karaoke e fingia com sua irmã Sarah, que era uma das integrantes da Spice Girls. Antes de entrar no Little Mix, Leigh trabalhou como garçonete no Pizza Hut. Em sua primeira audição cantou "Only Girl (In the World)" da Rihanna. Leigh-Anne frequentou a Stage School e aos 11 anos frequentou a Sylvia Young Theater School por pouco tempo.

Legenda1
Legenda2

## Carreira

### 2011–2022: Início de carreira e Little Mix

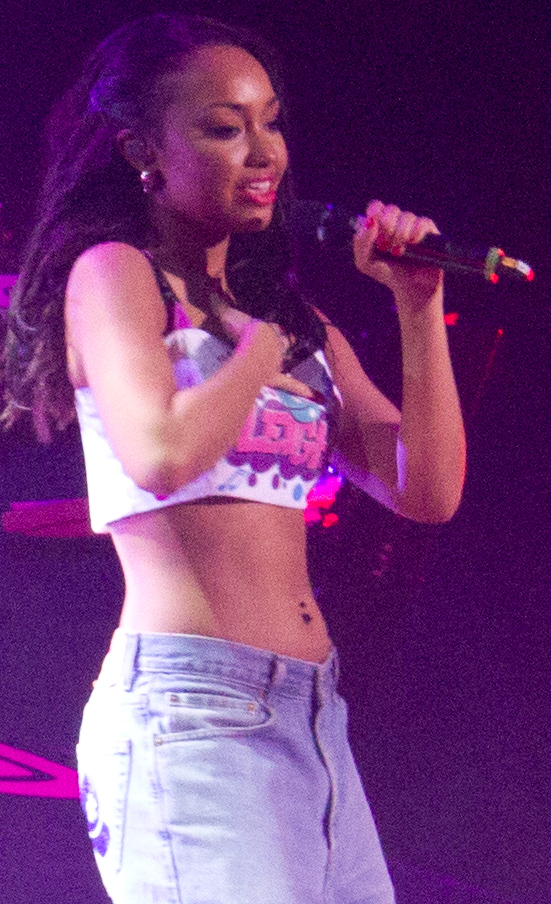
Pinnock em 2013.

Leigh-Anne foi as audições do The X Factor na O2 Arena em julho de 2011. Ela cantou Only Girl (In the World) da Rihanna e recebeu elogios do jurado Louis Walsh e de Gary Barlow a descrevendo como "uma pequena estrela" pórem ela não passou pelo "bootcamp" - a primeira fase, então os juízes decidiram dar uma chance a ela na categoria de grupo. Leigh foi colocada em um grupo onde conheceu Jade Thirlwall mas o grupo não obteve sucesso pois não passaram na fase bootcamp. Felizmente Leigh e Jade Thirlwall foram chamadas para formar uma outra banda, "Rhythmix" com Perrie Edwards e Jesy Nelson. Ao passar pela etapa da casa dos Juízes cantando "Big Girls Don't Cry", o grupo foi orientado pela cantora Tulisa Contostavlos, que foi sua mentora. Por conta de uma disputa com a instituição de caridade de crianças em Brighton, o grupo resolveu mudar de nome e em 28 de outubro de 2011, anunciaram que se chamariam Little Mix. Em 20 de novembro, Little Mix se tornou o primeiro grupo feminino a passar para etapa de shows ao vivo e em 11 de dezembro elas foram anunciadas como vencedoras da edição com o cover de "Cannonball" de Damien Rice.
O primeiro single lançado para o Natal vendeu 210,000 cópias na primeira semana e continuou nas paradas por 19 semanas. Little Mix lançou seu primeiro álbum de estúdio, DNA, em 2012, com quatro singles "Wings", "DNA", "Change Your Life" e "How Ya Doin'?. Em 31 de maio de 2012, foi anunciado que elas iriam lançar uma autobiografia, que foi lançada em 31 de agosto, intitulada "Ready to Fly". Seu segundo álbum de estúdio, Salute, foi lançado em 2013, com três singles, Move, Little Me e Salute. Foi certificado mais tarde como platina. Em 2015, Little Mix lançou seu terceiro álbum de estúdio, Get Weird. Deste álbum, o grupo lançou a canção Black Magic como primeiro single tornando-se uma de suas músicas de maior sucesso.

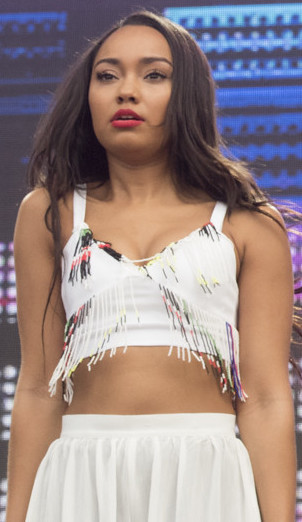
Pinnock em 2015.

A canção atingiu o topo da parada britânica ficando por três semanas consecutivas em primeiro lugar, um feito que só as Sugababes conseguiram em 2007 com About You Know, recebendo mais tarde certificado de dupla platina através da BPI. Logo após, seu segundo single anunciado chamando-se Love Me Like You. O grupo apresentou a canção no programa The X Factor do Reino Unido de 2015 e em sua versão na australiana, também promoveram esta no Good Morning America nos Estados Unidos em novembro de 2015 assim como no Royal Variety.
O vídeo-clipe conta com mais de 200 milhões de visualizações em seu canal oficial do YouTube. Seu terceiro single é anunciado em janeiro de 2016, Secret Love Song em parceria com o cantor norte-americano Jason Derulo. O clipe oficial foi lancado em janeiro de 2016 mas sua primeira apresentação oficial fora em dezembro de 2015 no Capital FM Jingle Bell Ball em Londres. O grupo apresentou-se ao lado de Jason Derulo e em fevereiro de 2016, elas se apresentaram mais uma vez com o cantor em sua turnê, na O2 Arena.
Seu quarto e último single foi Hair recebendo mais tarde certificado de platina no mesmo ano. Em 16 de outubro de 2016 Little Mixlançou seu quarto álbum de estúdio intitulado como Glory Days sendo este até o momento com exatos três singles: Shout Out to My Ex (que alcançou número um no UK Singles Charts por três semanas consecutivas), Touch que conseguiu sua estreia no top 10 em quarto lugar no UK Singles Charts e No More Sad Songs, que teve lançamento dia 03 de março de 2017 atingindo mais de 3 milhões de visualizações em apenas um dia de seu lançamento. Power foi o último single.
Após quase dois anos sem lançar algo, o grupo voltou com o álbum de estúdio LM5 que estreou em terceiro lugar no UK Singles Charts junto do single Woman Like Me (com Nicki Minaj) que alcançou a posição número dois na UK Singles Charts. O disco recebeu certificado de ouro em menos de uma semana de lançamento através da BPI. No mesmo ano, o Little Mix anunciava sua saída da Syco Music. Mais tarde o Little Mix anuncia Think About Us como segundo single do álbum. Com a Little Mix, a cantora vendeu mais de 75 milhões de discos e singles mundialmente. Em junho de 2019, o grupo lança Bounce Back. Em julho a LM5 The Tour começa sendo finalizada no mês de novembro do mesmo ano. Em dezembro o quarteto lança "One I've Been Missing" (co-escrita por Leigh-Anne), acuando-se na posição 59 no UK Singles Charts.
No mesmo ano a girlband anuncia sua sexta turnê, a LM5 The Tour lucrando mais de 22 milhões de libras (acabando em novembro do mesmo ano). No ano de 2020, o grupo lança seu sexto álbum de estúdio Confetti, conseguindo o quinto número um com o terceiro single Sweet Melody. Sendo lançado deste três singles: Break Up Song, Holiday e Sweet Melody. Em 2021, a cantora lança seu documentário em parceria com a BBC intitulado Pop, Race & Power que foca em sua experiência com o racismo na indústria musical.
O documentário foi assistido por mais de 1,3 milhões de telespectadores. A cantora estreará sua carreira de atriz no filme natalino Boxing Day. Em maio do mesmo ano a cantora lança o single Heartbreak Anthem ao lado da Little Mix com a parceria de Galantis e David Guetta, conseguindo mais tarde disco de platina pela BPI. Em julho a girlband lança Kiss My Uh-Oh com a cantora Anne-Marie. Mais tarde o single é certificado como prata pelas mais de 200 mil cópias vendidas em solo britânico. Logo após é anunciado que o trio lançará um álbum de coletâneas - Between Us - com seus maiores sucessos, incluindo músicas inéditas dentre essas estão Love (Sweet Love), No e Cut You Off com data prevista para o dia 12 de novembro. Em dezembro de 2021, o grupo anuncia uma pausa indefinida após o término da The Confetti Tour.

### 2021–presente: Warner Records, início no ramo da atuação, No Hard Feelings e primeiro álbum de estúdio
Em maio de 2021 a cantora anunciou um contrato com a gravadora Tap Music, responsável pela carreira individual da artista. Em outubro de 2021 a cantora faz sua estreia como atriz no filme natalino Boxing Day, interpretando a personagem Georgia onde gravou música solo pela primeira vez. O filme teve sua estreia mundial em Londres no mês de dezembro. Em fevereiro de 2022 a cantora assinou um contrato com a gravadora Warner Records para lançar sua primeira música como artista individual. No mês de setembro a cantora participou de uma palestra abordando o racismo na cidade de Manchester no evento One Young World Summit.

Pinnock em 2024

Em janeiro de 2023, a cantora se estabeleceu na cidade de Los Angeles para gravar seu material solo com produtores de música. Fez aparições no evento pós-festa do Grammys Awards no dia 3 de fevereiro e no dia 6. Além disso, marcou presença no tapete vermelho do Brit Awards do mesmo ano dizendo que nesse ano ela estaria lançando "novas músicas". Além disso, lançou um cover da canção Weak do grupo SWV em seu canal oficial do YouTube. Anunciou também sua primeira autobiografia intitulada Believe que está prevista para ser lançado em outubro ainda deste ano. No dia 06 de junho de 2023 lançou uma prévia de seu primeiro projeto individual através do Instagram.
Seu single de estreia chama-se Don't Say Love e seu lançamento ocorreu no dia 16 de junho. Pinnock anunciou que músicas como My Love, I Did That e Heaven já estariam na faixa oficial de seu álbum de estúdio. A cantora compareceu ao BBC Rádio para divulgar seus novos projetos. Um teaser do videoclipe foi divulgado em seu canal do YouTube. A canção conseguiu chegar ao topo do ITunes em 14 países diferentes incluindo Brasil e Reino Unido. A canção teve previsão para estrear no top cinco da UK Singles Charts mas caiu para a posição 11. Em junho, Pinnock compareceu no BET Awards e anunciou participação no álbum do cantor Jon Batiste, ganhador do Grammy de 2022 com Álbum do Ano. Em agosto Pinnock anunciou que a canção My Love seria seu segundo single, contando com a participação da cantora nigeriana Ayra Starr para o dia 7 de setembro. Em outubro a cantora ganha o prêmio de  Artista do Ano pela Glamour UK Awards e Artista Revelação na versão alemã. Em novembro Pinnock apresentou a canção My Love no Children in Need e, em seguida, foi ao Brasil onde se juntou a cantora brasileira IZA no festival Afropunk na cidade de Salvador onde cantou em português pela primeira vez.Em 24 de novembro apresentou a canção no The Idol Súecia com o contestante Jireel.Em dezembro, foi convidada o Capital FM JIngle Bell Ball para apresentações de seus respectivos singles, Don't Say Love e My Love junto de um cover de Last Christimas.
Em junho a cantora anunciou o lançamento de seu primeiro EP intitulado No Hard Feelings com 6 faixas como Forbidden Fruit, OMG, Nature, Stealing Love, I'll be There e Anticipate lançando videoclipes para OMG e Forbidden Fruit.No dia 21 de junho ela foi confirmada como uma das atrações do festival Rock in Rio em Portugal.Pinnock também anunciou sua primeira turnê solo na Irlanda e Reino Unido.

## Vida pessoal
Seus pais, John L. Pinnock e Deborah Thornhill, são divorciados desde 2009. Seu pai é mecânico e sua mãe professora em Hayes, Middlesex. Ela escreve canções desde pequena e canta desde muito nova. Pinnock possui um blog onde fala sobre moda. De 2012 a 2016, namorou o jogador de futebol Jordan Kiffin. Desde 2016, namora o jogador de futebol Andre Gray. Em 16 de agosto de 2021 Leigh-Anne deu à luz a gêmeos.
Pinnock foi aberta sobre suas lutas com o racismo. Em entrevista à revista Glamour em março de 2019, ela falou sobre suas experiências com racismo e comentários que recebeu nas redes sociais, enquanto se sentia "invisível" nos primeiros três anos como a única garota negra no Little Mix. No mesmo ano ela e a integrante da banda Jade Thirlwall, com outras celebridades britânicas, escalaram o Monte Kilimanjaro para arrecadar fundos para o Red Nose Day da Comic Relief. Na ascensão do Black Lives Matter, durante o verão de 2020, Pinnock falou sobre racismo na Grã-Bretanha e compartilhou suas próprias experiências na indústria da música.
Em 2020, ela participou dos protestos do Black Lives Matter em Londres e falou sobre o assassinato do afro-americano George Floyd e o assassinato de Breonna Taylor pela polícia americana. Pinnock desde então reconheceu seu próprio privilégio como uma mulher mestiça e de pele clara. Em seu documentário: Leigh-Anne: Race, Pop & Power, ela cita a integrante do grupo Jade Thirlwall, como alguém a quem ela poderia pedir apoio, que também compartilhou experiências semelhantes com racismo por sua etnia mista. No documentário, ela e seu noivo Andre Gray também expressaram sua intenção de ajudar a comunidade negra usando suas plataformas.

Em 14 de maio de 2021, Pinnock, em parceria com seu noivo e irmã Sairah, lançou uma instituição de caridade chamada The Black Fund. A caridade é feita para apoiar instituições de caridade e grupos existentes que prestam apoio à comunidade negra, incluindo apoio financeiro. No mesmo mês, ela ligou para a British Media por confundi-la com a integrante da banda Jade Thirlwall, após o anúncio da gravidez. Pinnock também apontou que esta não foi a primeira vez que as estrelas do Little Mix foram confundidas umas com as outras.
Chega um ponto na vida de todo ser humano negro, não importa quanto dinheiro você tenha ou o que você conquistou, você percebe que o racismo não o exclui. Nove anos atrás, depois de ingressar na Little Mix, tive o maior despertar da minha vida. Quando estávamos filmando "Wings", trabalhamos com o [coreógrafo] Frank Gatson. Ele me disse: 'Você é a garota negra, você tem que trabalhar 10 vezes mais'. Nunca na minha vida alguém me disse que eu precisaria trabalhar mais por causa da minha cor de pele. Mais tarde, o que Frank Gatson disse fez sentido. Aprendi que o sonho de estar na maior girl band do mundo veio com suas falhas e consequências. Minha realidade era me sentir sozinha enquanto excursionava por países predominantemente brancos. Eu cantei para os fãs que não me viam, não me ouvem ou torcem por mim. Minha realidade é me sentir ansiosa antes de eventos de fãs e contratações porque sempre me sinto a menos favorecida. Minha realidade é constantemente sentir que tenho que trabalhar 10 vezes mais e mais para marcar meu lugar no grupo, porque meu talento sozinho não é suficiente. Minha realidade é todas as vezes que me senti invisível dentro do meu grupo. Parte de mim está plenamente consciente de que minha experiência teria sido ainda mais difícil de lidar se eu tivesse a pele escura. Nossa realidade é que não importa o quão longe você pensa que chegou, o racismo existe.

—  Pinnock sobre o racismo que enfrentou durante sua carreira. 

## Prêmios e indicações
| Ano  | Cerimônia                         | Categoria                    | Trabalho nominado             | Resultado  | Ref.           |
| ---- | --------------------------------- | ---------------------------- | ----------------------------- | ---------- | -------------- |
| 2018 | CelebMix Awards                   | Biggest Inspiration          | Ela mesma                     | Indicado   | [ 85 ]         |
| 2019 | Ethnicity Awards                  | Influencer                   | Ela mesma                     | Indicado   | [ 86 ]         |
| 2020 | CelebMix Awards                   | Biggest Inspiration          | Ela mesma                     | Indicado   | [ 87 ]         |
| 2020 | Ethnicity Awards                  | Inspirational Personality    | Ela mesma                     | Indicado   | [ 88 ]         |
| 2020 | Ethnicity Awards                  | Equality Award               | Ela mesma                     | Venceu     | [ 89 ]         |
| 2020 | National Diversity Awards         | Celebrity of the Year        | Ela mesma                     | Venceu     | [ 90 ]         |
| 2021 | National Television Awards        | Authored Documentary         | Leigh-Anne: Race, Pop & Power | Eliminated | [ 91 ]         |
| 2021 | Ethnicity Awards                  | Media Progress Moment        | Leigh-Anne: Race, Pop & Power | Venceu     | [ 92 ] [ 93 ]  |
| 2021 | I Talk Telly Awards               | Best Documentary             | Leigh-Anne: Race, Pop & Power | Venceu     | [ 94 ]         |
| 2022 | Visionary Honours Awards          | Documentary of the Year      | Leigh-Anne: Race, Pop & Power | Venceu     | [ 95 ] [ 96 ]  |
| 2022 | Burberry British Diversity Awards | Media Champion in Public Eye | Ela mesma                     | Venceu     | [ 97 ] [ 98 ]  |
| 2022 | Ethnicity Awards                  | Inspirational Public Figure  | Ela mesma                     | Indicado   | [ 99 ] [ 100 ] |
| 2023 | Glamour Awards                    | Musician of the Year         | Ela mesma                     | Venceu     | [ 101 ]        |
| 2023 | Glamour Awards                    | Breakthrough Artist          | Ela mesma                     | Venceu     | [ 102 ]        |

## Filmografia
| Ano  | Título                                    | Papel            | Notas                        |
| ---- | ----------------------------------------- | ---------------- | ---------------------------- |
| 2011 | The X Factor                              | Contestante      | Vencedora, 8 temporada       |
| 2017 | Glory Days: The Documentary               | Ela mesma        | Documentário da turnê.       |
| 2019 | Jesy Nelson: Odd One Out                  | Ela mesma        | Documentário                 |
| 2019 | Eat in with Little Mix                    | Ela mesma        | Web série                    |
| 2020 | Served! with Jade Thirlwall               | Convidada        | Episódio: "Rainbow Realness" |
| 2020 | The Talk                                  | Ela mesma        | Channel 4 documentary        |
| 2020 | MTV Generation Change: Black Lives Matter | Ela mesma        | MTV                          |
| 2020 | Little Mix The Search                     | Jurada           | Reality show de música       |
| 2020 | 2020 MTV Europe Music Awards              | Apresentadora    | Se apresentou na cerimônia.  |
| 2020 | How to Be Anne-Marie                      | Ela mesma        | Documentário                 |
| 2020 | LM5: The Tour Film                        | Ela mesma        | Filme da turnê.              |
| 2021 | The Voice UK                              | Jurada convidada |                              |
| 2021 | Leigh-Anne: Race, Pop and Power           | Ela mesma        | Documentário                 |
| 2021 | Boxing Day                                | Georgia          | Filme; pós-produção          |
| 2021 | The Outsiders?                            | Ela mesma        | Documentário; pós-produção.  |

## Discografia

### Álbuns
- DNA (2012)
- Salute (2013)
- Get Weird (2015)
- Glory Days (2016)
- LM5 (2018)
- Confetti (2020)

### Álbuns de compilação:
- Between Us (2021)

### Composições
| Ano  | Título                     | Artista        | Álbum      | Notas          |
| ---- | -------------------------- | -------------- | ---------- | -------------- |
| 2012 | "Wings"                    | Little Mix     | DNA        | Co-compositora |
| 2012 | "DNA"                      | Little Mix     | DNA        | Co-compositora |
| 2012 | "Stereo Soldier"           | Little Mix     | DNA        | Co-compositora |
| 2012 | "How Ya Doin'?"            | Little Mix     | DNA        | Co-compositora |
| 2012 | "Going Nowhere"            | Little Mix     | DNA        | Co-compositora |
| 2012 | "Case Closed"              | Little Mix     | DNA        | Co-compositora |
| 2012 | "Love Drunk"               | Little Mix     | DNA        | Co-compositora |
| 2013 | "Salute"                   | Little Mix     | Salute     | Co-compositora |
| 2013 | "Move"                     | Little Mix     | Salute     | Co-compositora |
| 2013 | "Little Me"                | Little Mix     | Salute     | Co-compositora |
| 2013 | "Nothing Feels Like You"   | Little Mix     | Salute     | Co-compositora |
| 2013 | "Competition"              | Little Mix     | Salute     | Co-compositora |
| 2013 | "These Four Walls"         | Little Mix     | Salute     | Co-compositora |
| 2013 | "About The Boy"            | Little Mix     | Salute     | Co-compositora |
| 2013 | "Good Enough"              | Little Mix     | Salute     | Co-compositora |
| 2013 | "A Different Beat"         | Little Mix     | Salute     | Co-compositora |
| 2013 | "They Just Don't Know You" | Little Mix     | Salute     | Co-compositora |
| 2013 | "Stand Down"               | Little Mix     | Salute     | Co-compositora |
| 2014 | "Pretty Girls              | Britney Spears | —          | Co-compositora |
| 2015 | "Grown"                    | Little Mix     | Get Weird  | Co-compositora |
| 2015 | "I Love You"               | Little Mix     | Get Weird  | Co-compositora |
| 2015 | "OMG"                      | Little Mix     | Get Weird  | Co-compositora |
| 2015 | "A.D.I.D.A.S"              | Little Mix     | Get Weird  | Co-compositora |
| 2015 | "Lightning"                | Little Mix     | Get Weird  | Co-compositora |
| 2015 | "I Won't"                  | Little Mix     | Get Weird  | Co-compositora |
| 2015 | "Clued Up"                 | Little Mix     | Get Weird  | Co-compositora |
| 2016 | "Shout Out to My Ex"       | Little Mix     | Glory Days | Co-compositora |
| 2016 | "Touch"                    | Little Mix     | Glory Days | Co-compositora |
| 2016 | "F.U."                     | Little Mix     | Glory Days | Co-compositora |
| 2016 | "Power"                    | Little Mix     | Glory Days | Co-compositora |
| 2016 | "No More Sad Songs"        | Little Mix     | Glory Days | Co-compositora |
| 2016 | "Oops"                     | Little Mix     | Glory Days | Co-compositora |
| 2016 | "Down & Dirty"             | Little Mix     | Glory Days | Co-compositora |
| 2016 | "Your Love"                | Little Mix     | Glory Days | Co-compositora |
| 2016 | "Nobody Like You"          | Little Mix     | Glory Days | Co-compositora |
| 2016 | "Private Show"             | Little Mix     | Glory Days | Co-compositora |
| 2016 | "Nothing Else Matters"     | Little Mix     | Glory Days | Co-compositora |
| 2018 | "The National Manthem"     | Little Mix     | LM5        | Co-compositora |
| 2018 | "Strip"                    | Little Mix     | LM5        | Co-compositora |
| 2018 | "Joan of Arc"              | Little Mix     | LM5        | Co-compositora |
| 2018 | "Love a Girl Right"        | Little Mix     | LM5        | Co-compositora |
| 2018 | "Motivate"                 | Little Mix     | LM5        | Co-compositora |
| 2018 | "Notice"                   | Little Mix     | LM5        | Co-compositora |
| 2019 | "One I've Been Missing"    | Little Mix     | —          | Co-compositora |
| 2020 | "Break Up Song"            | Little Mix     | Confetti   | Co-compositora |
| 2020 | "Holiday"                  | Little Mix     | Confetti   | Co-compositora |
| 2020 | "Not a Pop Song"           | Little Mix     | Confetti   | Co-compositora |
| 2020 | "Gloves Up"                | Little Mix     | Confetti   | Co-compositora |
| 2020 | "A Mess (Happy 4 U)"       | Little Mix     | Confetti   | Co-compositora |